# 原田梢
原田 梢（はらだ こずえ・1981年4月13日 - ）は、かつて活躍した日本のレースクイーン、女性タレントである。

## 人物・来歴
- 大阪府出身。
- 身長：162cm、B:82cm / W:60cm / H:82cm。
- 血液型：B型。
- 愛称は「コズ」。
- 1999年、「avex dream 2000」オーディションに応募し、ファイナリストとなるが、落選（その時のグランプリがdreamの初期メンバーである長谷部優、橘佳奈、松室麻衣、準グランプリが倖田來未）。
- 2000年、山口五和、石川加奈子、真崎麻衣と共に全日本GT選手権イメージガール『PASSION2000』に就任。メインボーカルを担当した。
- PASSION2000卒業後はプラチナムプロダクションに所属し、タレント・モデル活動を続けていたが、現在は退所している。

## CD
- 「SUPER EUROBEAT presents GTC SPECIAL 2000~NONSTOP MEGAMIX~」（avex trax・2000年4月19日発売） 曲名『HEARTBEAT』